# Margherita di Savoia
Margherita di Savoia is een gemeente in de Italiaanse provincie Barletta-Andria-Trani (regio Apulië) en telt 12.749 inwoners (31-12-2004). De oppervlakte bedraagt 36,4 km2, de bevolkingsdichtheid is 350 inwoners per km2.

## Demografie
Margherita di Savoia telt ongeveer 4766 huishoudens. Het aantal inwoners steeg in de periode 1991-2001 met 1,5% volgens cijfers uit de tienjaarlijkse volkstellingen van ISTAT.
| Jaar | Inwoneraantal |
| ---- | ------------- |
| 1991 | 12.404        |
| 2001 | 12.585        |

## Geografie
Margherita di Savoia grenst aan de volgende gemeenten: Barletta (BA), Trinitapoli, Zapponeta, Canosa di Puglia (BA).

## Geboren
- Raf (1959), zanger, bekend van het album Self control
- Ruggiero Rizzitelli (1967), voetballer

Andria · Barletta · Bisceglie · Canosa di Puglia · Margherita di Savoia · Minervino Murge · San Ferdinando di Puglia · Spinazzola · Trani · Trinitapoli
1. ↑  Istituto Nazionale di Statistica.